# Ібіс індійський
Ібіс індійський (Pseudibis papillosa) — вид пеліканоподібних птахів родини ібісових (Threskiornithidae).

## Поширення
Вид поширений на рівнинах Індійського субконтиненту (Індія, Пакистан, Непал). Місце проживання — озера, болота, русла річок та зрошувані сільськогосподарські угіддя.

## Опис
Птах заввишки 60–68 см, розмах крил — 90–115 см. Тіло темно-коричневе. Крила та хвіст чорні з синюватим відтінком. Голова неоперена, потилиця яскравого червоного кольору. На плечах є біла пляма. Ноги і дзьоб сірі, але в шлюбний період стають червоними.